# Tetradella
Tetradella is een geslacht van uitgestorven kreeftachtigen uit de klasse van de Ostracoda (mosselkreeftjes).

## Soorten
- Tetradella affinis (Jones, 1855) Ulrich & Bassler, 1908 †
- Tetradella anticostiensis Copeland, 1973 †
- Tetradella bohemica (Barrande, 1872) Ulrich & Bassler, 1908 †
- Tetradella buckensis Guber, 1971 †
- Tetradella carinata (Keenan, 1951) Guber, 1971 †
- Tetradella decorata (Jones, 1855) Harper, 1947 †
- Tetradella egorowi Neckaja, 1952 †
- Tetradella erratica (Krause, 1889) Andersson, 1893 †
- Tetradella erratica (Krause, 1889) Ulrich & Bassler, 1908 †
- Tetradella extenuata Sarv, 1962 †
- Tetradella hispanica (Born, 1918) Vannier, 1983 †
- Tetradella intricata Sidaravichiene, 1971 †
- Tetradella kayi Copeland, 1965 †
- Tetradella krausei (Steusloff, 1894) Bassler & Kellett, 1934 †
- Tetradella kuckersiana (Bonnema, 1909) Bassler & Kellett, 1934 †
- Tetradella latecostata Kummerow, 1953 †
- Tetradella litwiensis Neckaja, 1952 †
- Tetradella lunatifera (Ulrich, 1889) Ulrich, 1890 †
- Tetradella nenfoundlandensis Copeland, 1977 †
- Tetradella perornata (Oepik, 1937) Sidaravichiene, 1992 †
- Tetradella perplexa Copeland, 1974 †
- Tetradella plicatula (Krause, 1892) Henningsmoen, 1954 †
- Tetradella prisca Ivanova (V.), 1959 †
- Tetradella quadrilirata (Hall & Whitfield, 1875) Ulrich, 1890 †
- Tetradella regularis Keenan, 1951 †
- Tetradella scotti Guber, 1971 †
- Tetradella separata Sidaravichiene, 1971 †
- Tetradella simplex (Ulrich, 1889) Ulrich & Bassler, 1908 †
- Tetradella subquadrans Ulrich, 1890 †
- Tetradella thomasi Copeland, 1973 †
- Tetradella triloculata Schallreuter, 1978 †
- Tetradella ulrichi Kay, 1934 †
- Tetradella variabilis Glebovskaja, 1949 †